# Chapelle Saint-Louis d'Aiguilles
La chapelle Saint-Louis est une chapelle du diocèse de Gap et d'Embrun située à Aiguilles, dans les Hautes-Alpes.

## Histoire et architecture
Elle aurait été édifiée vers 1685 grâce à des subsides royaux. La chapelle est inscrite à l'inventaire des monuments historiques, depuis 1986.